# Filippo Marchetti
Pour les articles homonymes, voir Marchetti.
Œuvres principales
- Ruy Blas (1869)

Filippo Marchetti, né le 26 février 1831 à Bolognola dans la province de Macerata et mort le 18 janvier 1902 à Rome, est un compositeur d'opéras italien.

## Biographie
Filippo Marchetti a été l'élève de Giuseppe Lillo et Carlo Conti au Conservatoire de Naples. Son premier opéra Gentile da Varano monté à Turin en février 1856 est un succès. Le même succès accueille l'opéra La Demente joué à Turin le 27 novembre 1856. L'opéra suivant Il Paria ne peut être monté. Puis Marchetti compose Romeo e Giulietta joué à Trieste le 25 octobre 1865 avec un accueil réservé. Cet opéra est ensuite joué à Milan en 1867. Éclipsé par le génie de Verdi, comme tant d'autres compositeurs italiens de l'époque, Marchetti connut son plus grand succès avec Ruy Blas (joué à la Scala le 3 avril 1869), opéra tiré du drame de Victor Hugo. Ruy Blas a été également monté en Allemagne et en Angleterre. Gustavo Vasa (la Scala, le 7 février 1875) et Don Giovanni d'Austria (Turin le 11 mars 1880) n'eurent qu'une existence sans éclat.
Marchetti fut professeur de chant à Rome et président de l'Académie de Sainte-Cécile (1881).

## Ses opéras
- Gentile da Varano (février 1856, Turin)
- La demente (27 novembre 1856, Turin)
- Il paria (1859)
- Romeo e Giulietta (25 octobre 1865, Trieste ; revu en 1872 et 1876)
- Ruy Blas (3 avril 1869, Milan)
- Gustavo Wasa (7 février 1875, Milan)
- Don Giovanni d'Austria (11 mars 1880, Turin)